# Centrifug

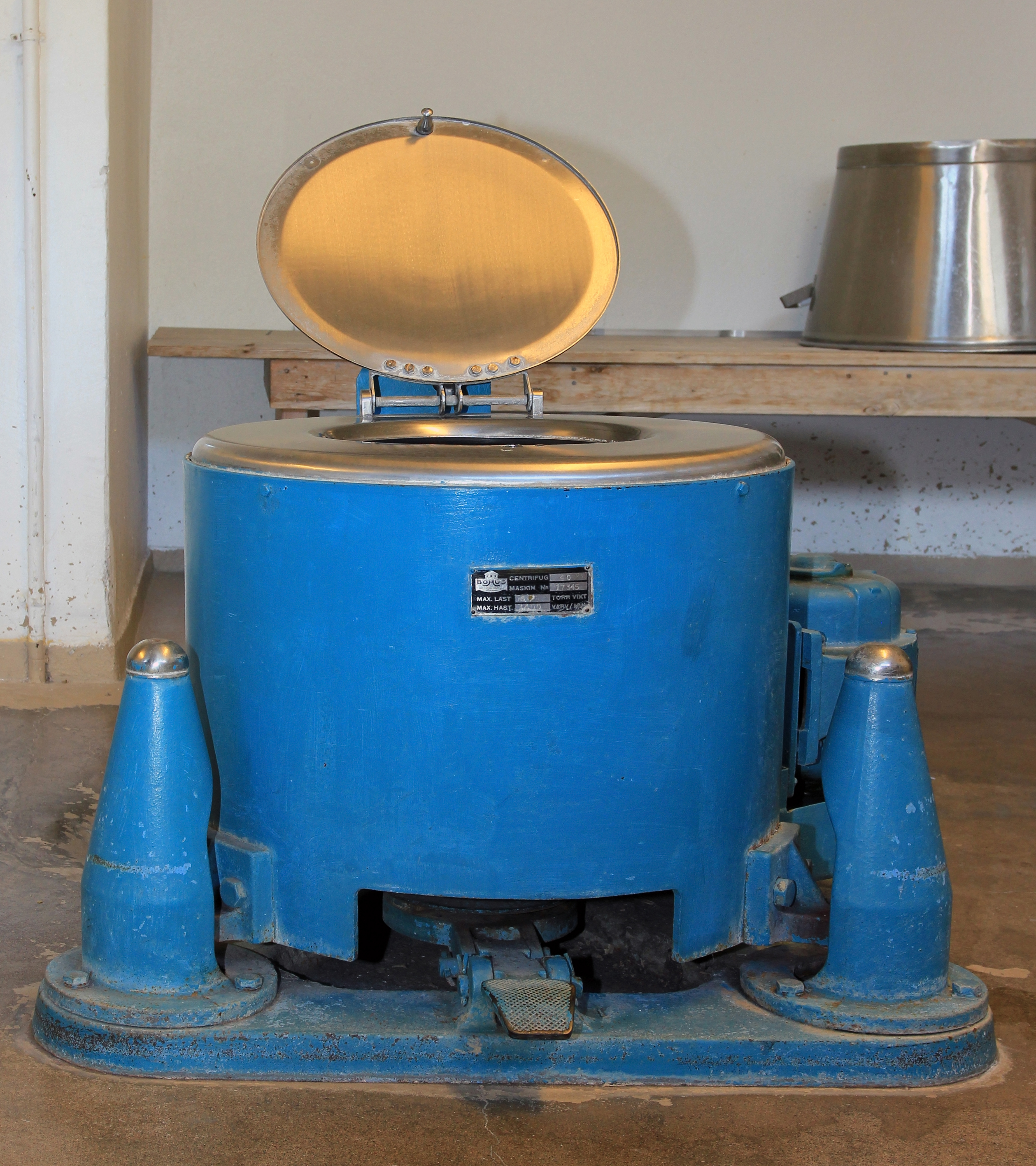
Tvättcentrifug av märket Bohus.

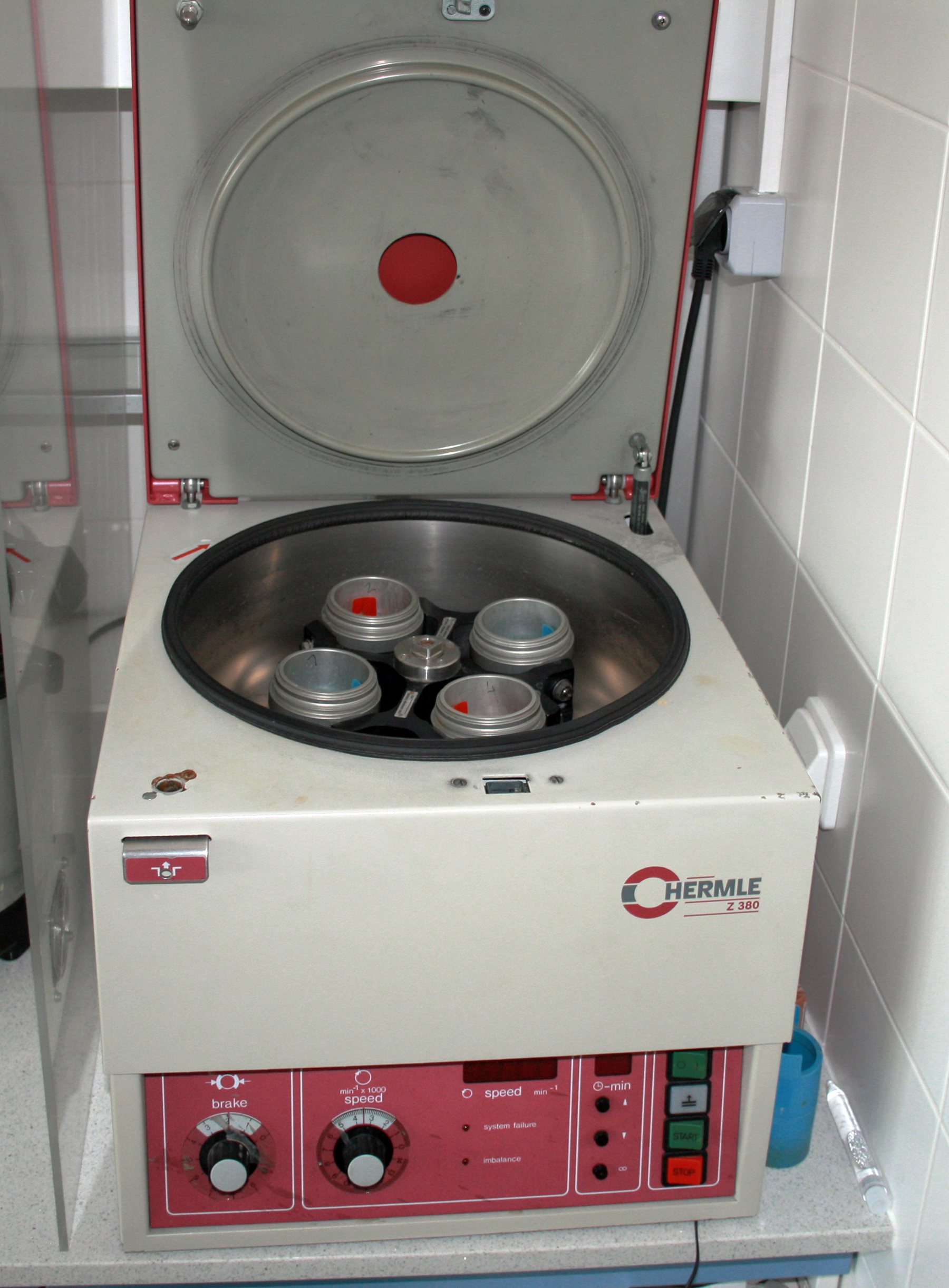
Laboratoriecentrifug.

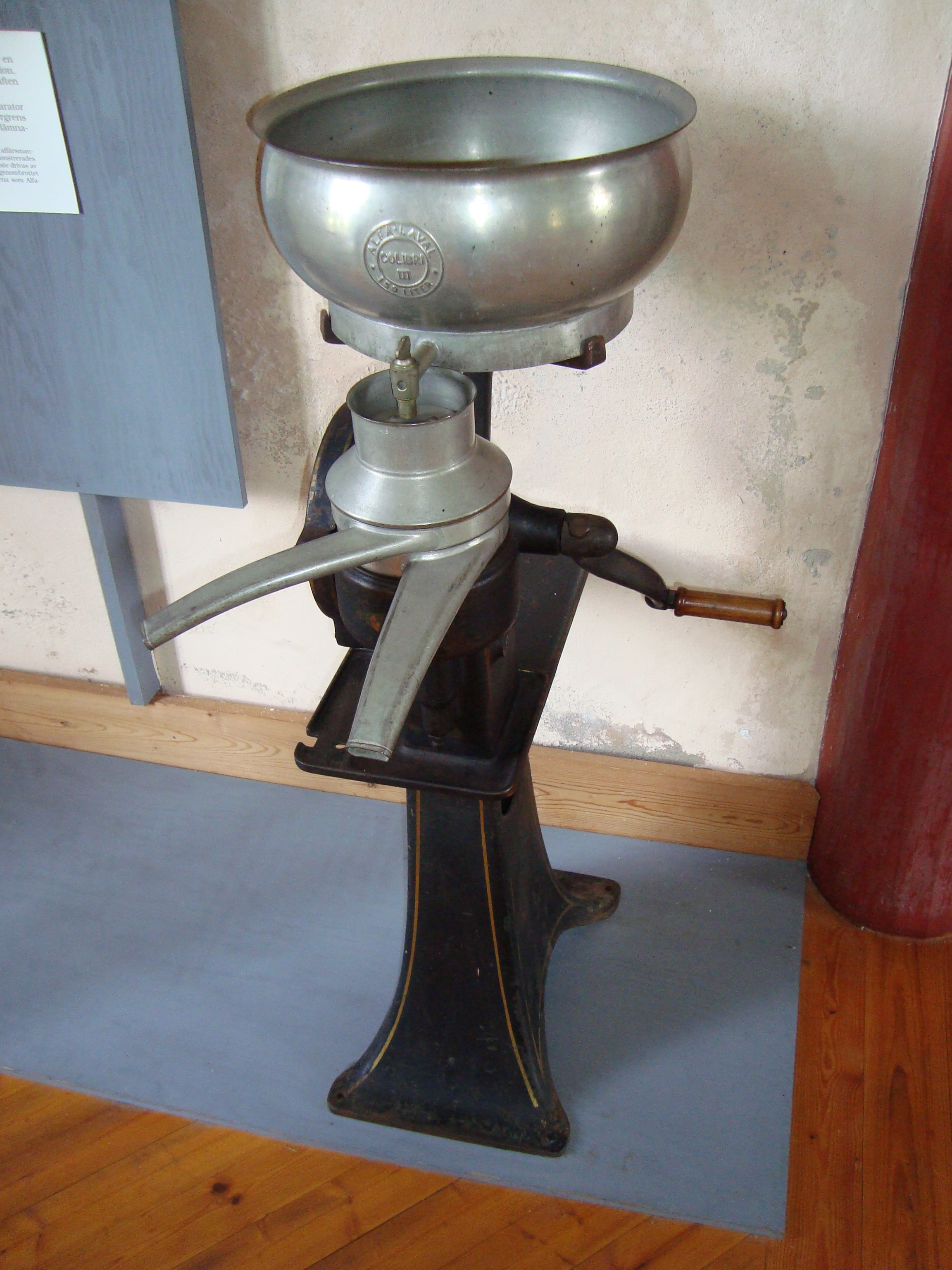
Separator av Gustaf de Laval på bruksmuseet i Kloster.

Centrifug är en maskin som genom en mycket snabb roterande rörelse centrifugerar det material som skall centrifugeras genom att det slungas med kraft utåt, företrädesvis mot en yta som medger någon slags sortering, till exempel släpper igenom vatten men inte textilier.
Centrifugen är till vardags främst förknippat med tvättmaskiner eller råsaftcentrifug, men förekommer också i laboratorium och industrin.
För att skilja mjölk och grädde används en separator som arbetar enligt centrifugprincipen.

## Centrifugering av tvätt
De första tvättmaskiner som tillverkades var helt utan centrifug, men underlättade själva tvättningens vridande rörelser eller klappning med en klappbräda av tvätten. När tvättcentrifugerna kom såldes de som separata maskiner, men integrerades allteftersom i själva tvättmaskinen. I modern tid har maskinerna allt högre varvtal för centrifugeringen, så till den grad att många textilier inte tål så hård påfrestning. Ull och i synnerhet lin bör inte centrifugeras alls.

## Beräkna den relativa centrifugalkraften (RCF)
Den relativa centrifugalkraften är måttet på kraften som verkar på objektet inuti centrifugen, i förhållande till jordens dragningskraft. Denna kan beräknas utifrån hastigheten mätt i varv per minut (RPM) och rotationsradien (cm) med hjälp av följande formel:
{\displaystyle g=RCF=0.00001118\,r\,N^{2}\,}
där
g = relativa centrifugalkraften (g = 800 motsvarar en centrifugalkraft 800 gånger större än jordens dragningskraft)
r = rotationsradien (centimeter, cm)
N = rotationshastigheten (varv per minut, r/min)